# Курганэнерго
Курганэнерго (АО «Курганэнерго») — распределительная сетевая компания, осуществлявшая передачу электроэнергии по электрическим сетям напряжением 0,4—110 кВ и технологическое присоединение потребителей к электросетям на территории Курганской области.
1 ноября 2016 года акционерное общество «Курганэнерго»  прекратило деятельность юридического лица путем реорганизации в форме присоединения к публичному акционерному обществу «Сибирско-Уральская энергетическая компания».

## Основные производственные показатели
Общая территория обслуживания — 71,5 тыс. кв. км. с населением почти 1 млн человек.
Протяженность электрических сетей, находящихся в зоне ответственности — 27,2 тыс. км.
Общая установленная мощность обслуживаемых подстанций — более 4,1 тыс. МВА.

## История
- 12 февраля 1987 года приказом министра энергетики СССР образовано районное энергетическое управление «Курганэнерго». В него вошла часть предприятий «Челябэнерго».
- 5 февраля 1993 года реорганизовано в акционерное общество.
- 1 июля 2006 года ОАО «Курганэнерго» реорганизовано путём разделения компании по видам деятельности. Из ОАО «Курганэнерго» выделены ОАО «Курганская генерирующая компания», ОАО «Курганская магистральная сетевая компания», ОАО «Курганская энергосбытовая компания».
- С 1 июля 2006 года ОАО «Курганэнерго» работает в качестве Распределительной сетевой компании.
- С 2008 по 2013 год ОАО «Курганэнерго» являлось дочерним зависимым обществом ОАО «МРСК Урала».
- В декабре 2012 года ООО «Корпорация СТС» заявило о намерении консолидировать 100 % акций ОАО «Курганэнерго». Соответствующее разрешение она уже получила у Федеральной антимонопольной службы (ФАС). Как следует из официального сообщения ООО «Корпорация СТС», выкупаются бездокументарные именные акции серии 1-01-00069-А и привилегированные типа А, серия: 2-01-00069-А В «МРСК Урала», которая владеет 49 % акций «Курганэнерго», не исключают продажи своей доли[1].
- 2 октября 2014 года открытое акционерное общество энергетики и электрификации «Курганэнерго» (ИНН 4501013657) прекратило деятельность юридического лица путем реорганизации в форме присоединения к АО «КУРГАНЭНЕРГО» (ИНН 4501101712, создано 25 февраля 2003 года)
- 1 ноября 2016 года акционерное общество «Курганэнерго» прекратило деятельность юридического лица путем реорганизации в форме присоединения к Публичному акционерному обществу «Сибирско-Уральская энергетическая компания» (ПАО «СУЭНКО», ИНН 7205011944, создано 28 ноября 2002 года)[2][3].

## Структура
В состав «Курганэнерго» входило 3 производственных отделения
Курганские электрические сети
Территория обслуживания: Белозерский район, Варгашинский, Кетовский, Лебяжьевский, Макушинский, Мокроусовский, Петуховский, Половинский, Притобольный, Частоозерский районы
Западные электрические сети
Территория обслуживания: Альменевский район, Звериноголовский, Куртамышский, Мишкинский, Сафакулевский, Целинный, Шумихинский, Щучанский, Юргамышский районы
Шадринские электрические сети
Территория обслуживания: Далматовский район, Каргапольский, Катайский, Шадринский, Шатровский районы

## Руководство
Генеральный директор компании — Анучин Данил Иванович.